# Pierre Michelot
Pierre Michelot, (Saint-Denis (Sena), 3 de març, 1928 - París, 3 de juliol, 2005), fou un contrabaixista i compositor francès.

## Biografia
Pierre Michelot va començar estudiant el piano entre 1936 i 1938, per després dedicar-se al contrabaix als setze anys.
Diverses formacions marquen la carrera de Pierre Michelot, iniciada a la segona meitat dels anys quaranta, HUM amb Daniel Humair i René Urtreger, el trio "The Three Bosses" compost per Bud Powell amb el suport de Kenny Clarke, o acompanyant Claude Nougaro amb Maurice Vander, però també amb el quintet europeu de Miles Davis. A aquests grups hi podem afegir un gran nombre de jazzmen com Sidney Bechet, Chet Baker, Miles Davis (amb qui va crear la banda sonora de la pel·lícula Ascenseur pour l'échafaud de Louis Malle) o els be-bopers Dizzy Gillespie i Thelonious Monk. El 1950, es produeix una trobada jazzística de primera magnitud, quan en un dels clubs de París del barri de Saint Germain, toquen junts el gran guitarrista, Django Reinhardt i ell. Aquesta actuació, recordada durant molt de temps pels aficionats al jazz a París, va donar com a resultat que li oferissin un contracte de dos anys de durada al "Ringside" un dels locals de jazz del marge esquerre del Sena. En aquell local va tenir oportunitat de tocar amb Mary Lou Williams, Don Byas, Buck Clayton, Thelonious Monk, Billie Holiday, Lee Konitz, Lester Young i Gerry Mulligan entre altres grans músics de jazz. El 1959, sota la direcció de Jacques Loussier, es va unir al "Play Bach Trio" amb Christian Garros. Aquest grup, que va fer swing Jean-Sébastien Bach, va tenir un èxit rotund. Durant diversos anys, va acompanyar Claude Nougaro. Va fer una breu aparició al cinema, a la pel·lícula Autour de minuit (Al voltant de mitjanit), rodada a París i estrenada el 1984 va contribuir enormement a augmentar la seva popularitat com a músic de jazz, principalment als Estats Units. L'any 2000, durant la cerimònia de la victòria del jazz i la música clàssica, va rebre una victòria musical col·legial per a HUM. A continuació, Claude Nougaro li va retre un vibrant homenatge. Els primers signes de la malaltia d'Alzheimer el van obligar a abandonar l'escenari. Va «deixar caure el baix» el 3 de juliol de 2005 al districte 16 de París.

## Discografia seleccionada[calcitació]
- 1953 : Django Reinhardt, Nuages
- 1963 : Dexter Gordon, Our man in Paris (Blue Note)
- 1989 : Bass and Bosses
- 1991 : Round about midnight at The Blue Note
- 1992 : Round About a Bass
- 1960/1979/1999: HUM

Bandes originals de films

- 1959 : Ascenseur pour l'échafaud junt a Miles Davis (film de Louis Malle)
- 1981 : Beau-père de Bertrand Blier
- 1983 : La Scarlatine de Gabriel Aghion
- 1986 : Autour de minuit ('Round Midnight) de Bertrand Tavernier
- 2002 : Une femme de ménage de Claude Berri

## Artistes associats[calcitació]
- Hubert Fol
- Daniel Humair
- René Urtreger
- Bud Powell
- Kenny Clarke
- Franco Manzecchi
- Bernard Lubat
- Claude Nougaro
- Maurice Vander
- Miles Davis
- Django Reinhardt
- Sidney Bechet
- Dizzy Gillespie
- Thelonious Monk
- Rex Stewart
- Elek Bacsik